# الانتخابات التشريعية العراقية 2021
أجريت الانتخابات النيابية في العراق في 10 تشرين الأول/أكتوبر سنة 2021. وتحدد الانتخابات 329 عضوًا من أعضاء مجلس النواب الذين كان يُتوقع منهم انتخاب رئيس الجمهورية والمصادقة على تعيين رئيس الوزراء. 25 مليون ناخب مؤهلون للمشاركة في خامس انتخابات برلمانية منذ الغزو الذي قادته الولايات المتحدة عام 2003.

## خلفية
كان من المقرر إجراء الانتخابات في حزيران/يونيو 2021، ولكن تم تأجيلها لأن المفوضية العليا المستقلة للانتخابات طلبت مزيدًا من الوقت لتنظيم «انتخابات حرة ونزيهة»، فوافق عليها مجلس الوزراء العراقي في 19 كانون الثاني/يناير 2021.

## النظام الانتخابي
غُيّرَ النظام الانتخابي بعد الانتخابات النيابية الأخيرة وسط الاحتجاجات العراقية 2019-2021. أجريت انتخابات عام 2018، بموجب التمثيل النسبي المحسوب باستخدام طريقة طريقة سانت ليغو مع اعتبار كل محافظة كدائرة انتخابية، في ظل تصويت واحد غير قابل للتحويل أما انتخابات 2021 فاعتمدت نظام الدوائر المتعددة والترشيح المستقل وقسم العراق إلى 83 دائرة انتخابية متعددة الأعضاء.  ربع إجمالي المقاعد محجوز للنساء في مجلس النواب، بينما تسعة مخصصة للأقليات (5 للمسيحيين وواحد لكل من اليزيديين والشبك والصابئة المندائيين والأكراد الفيليين).

## المقاطعة والجدل
في 15 تموز/يوليو 2021، أعلن مقتدى الصدر أن التيار الصدري يعتزم مقاطعة انتخابات 10 تشرين الأول/أكتوبر، مشيرًا إلى الفساد وتزوير الانتخابات، وادعى أن إجراء انتخابات حرة ونزيهة أمر مستحيل في أعقاب الأزمة السياسية المستمرة. وفي 9 مايو 2021 أعلن حزب البيت الوطني أول حزب سياسي منبثق من أحداث تشرين 2019 التي أدت الى حل البرلمان وقيام هذه الانتخابات المبكرة، مقاطعة العملية الانتخابية بسبب غياب الأمن الانتخابي والاغتيالات السياسية التي تطال ناشطين حراك تشرين، وأشار علاء ستار القيادي في حزب البيت الوطني «أن الانتخابات ستكون بنتائجها كارثية وأسوء من الانتخابات الماضية التي أنتجت حكومة هشة وضعيفة، ولا تمثل تطلعات غالبية العراقيين». وفي 24 تموز / يوليو، أعلن الحزب الشيوعي العراقي (الذي تحالف مع التيار الصدري باسم تحالف سائرون في 2018)، مقاطعته للانتخابات، قائلاً «في غياب شروط لإجراء انتخابات حرة ونزيهة، فإن المشاركة فيها تعني فقط التواطؤ في إعادة إنتاج نفس النظام السياسي الفاسد المسؤول عن الوضع الكارثي في البلاد». كما دعا البطريرك لويس رفائيل ساكو، بطريرك الكنيسة الكلدانية الكاثوليكية، المسيحيين إلى مقاطعة الانتخابات.
وقد أدانت بعثة الأمم المتحدة لمساعدة العراق المقاطعة، وكذلك من قبل الأحزاب السياسية العراقية والقادة الآخرين، بما في ذلك رئيس الوزراء السابق نوري المالكي، وزعيم ائتلاف دولة القانون، والحزب الديمقراطي الكردستاني.
في 27/ آب/أغسطس، تراجع الصدر عن قراره بالمقاطعة وأعلن أن حزبه سيشارك في الانتخابات.
أعلن الحزب الديمقراطي الاشتراكي الكردستاني في 9 تشرين الأول / أكتوبر عن انسحاب مرشحيه من انتخابات محافظات دهوك وأربيل والسليمانية (10 دوائر انتخابية) وأعلن دعمه للحزب الديمقراطي الكردستاني.

## التصويت المبكر
صوّت الجنود والسجناء والنازحون، في وقت مبكر يوم 8 تشرين الأول/أكتوبر. وبلغت نسبة المشاركة في التصويت الخاص 69% حيث صوت 821,800 ناخب من أصل 1,196,524 ناخب.
| المحافظة        | عدد الناخبين الكلي | عدد الناخبين الذين صوتوا | نسبة المشاركة |
| --------------- | ------------------ | ------------------------ | ------------- |
| البصرة          | 52,337             | 34,380                   | 66%           |
| ميسان           | 25,159             | 19,102                   | 76%           |
| القادسية        | 19,640             | 14,603                   | 76%           |
| ذي قار          | 36,158             | 26,177                   | 72%           |
| النجف           | 26,492             | 18,408                   | 69%           |
| المثنى          | 18,038             | 13,184                   | 73%           |
| بغداد (الرصافة) | 120,012            | 77,181                   | 64%           |
| بغداد (الكرخ)   | 179,635            | 111,822                  | 62%           |
| كربلاء          | 26,429             | 19,457                   | 74%           |
| بابل            | 26,831             | 20,981                   | 80%           |
| ديالى           | 47,764             | 35,569                   | 74%           |
| الأنبار         | 85,181             | 49,905                   | 59%           |
| واسط            | 22,249             | 15,007                   | 67%           |
| دهوك            | 120,675            | 83,666                   | 69%           |
| أربيل           | 115,254            | 86,694                   | 75%           |
| السليمانية      | 95,984             | 74,940                   | 78%           |
| صلاح الدين      | 50,217             | 35,045                   | 70%           |
| كركوك           | 55,490             | 34,435                   | 62%           |
| نينوى           | 73,429             | 51,244                   | 70%           |
| المجموع         | 1,196,524          | 821,800                  | 69%           |

## نسبة إقبال الناخبين حسب المحافظة
بلغت نسبة المشاركة الوطنية للناخبين في العراق 42.15٪، بواقع 8،818،210 ناخب من أصل 20،919،844 ناخب.
| مقاطعة          | النسبة |
| --------------- | ------ |
| الأنبار         | 44٪    |
| بابل            | 46٪    |
| بغداد - الرصافة | 31٪    |
| بغداد - الكرخ   | 34٪    |
| البصرة          | 41٪    |
| دهوك            | 57٪    |
| ذي قار          | 44٪    |
| ديالى           | 48٪    |
| أربيل           | 49٪    |
| كربلاء          | 44٪    |
| كركوك           | 43٪    |
| ميسان           | 42٪    |
| المثنى          | 42٪    |
| النجف           | 41٪    |
| نينوى           | 48٪    |
| القادسية        | 43٪    |
| صلاح الدين      | 49٪    |
| السليمانية      | 38٪    |
| واسط            | 46٪    |
| النسبة          | 42.15٪ |

## نتائج
| الحزب                           | الحزب                                 | الأصوات    | %     |
| ------------------------------- | ------------------------------------- | ---------- | ----- |
|                                 | الكتلة الصدرية                        |            |       |
|                                 | تحالف تقدم الوطني                     |            |       |
|                                 | ائتلاف دولة القانون                   |            |       |
|                                 | الحزب الديمقراطي الكردستاني           |            |       |
|                                 | الاتحاد الوطني الكردستاني             |            |       |
|                                 | تحالف الفتح                           |            |       |
|                                 | Altashih Wattani Party                |            |       |
|                                 | حزب الوفاء العراقي                    |            |       |
|                                 | حزب الوئام العراقي                    |            |       |
|                                 | حزب التركمان العراقي الميداني         |            |       |
|                                 | حزب الكتلة العراقية الحرة             |            |       |
|                                 | حركة إنجاز                            |            |       |
|                                 | المشروع الوطني العراقي                |            |       |
|                                 | حزب الجماهيرية الوطنية                |            |       |
|                                 | التحالف الكردستاني                    |            |       |
|                                 | الحزب الديمقراطي الكردستاني           |            |       |
|                                 | الحركة الإسلامية في كردستان العراق    |            |       |
|                                 | الحزب الاشتراكي الديمقراطي الكردستاني |            |       |
|                                 | حزب كادحي كردستان                     |            |       |
|                                 | حزب المنتج الوطني                     |            |       |
|                                 | حركة نزيل                             |            |       |
|                                 | حركة الجيل الجديد                     |            |       |
|                                 | Qadimun                               |            |       |
|                                 | حزب التقدم                            |            |       |
|                                 | الجبهة العربية المتحدة                |            |       |
|                                 | الجبهة التركمانية العراقية            |            |       |
|                                 | مستقلون                               |            |       |
|                                 | حركة امتداد                           |            |       |
| المجموع                         |                                       |            |       |
|                                 |                                       |            |       |
| مجموع الأصوات                   | مجموع الأصوات                         | 8٬818٬210  | –     |
| الناخبين المسجلين ومعدل الإقبال | الناخبين المسجلين ومعدل الإقبال       | 20٬919٬844 | 42.15 |
| المصدر: Rudaw                   |                                       |            |       |

### حسب المحافظة

#### محافظة بغداد
| الفائز              | عدد الأصوات | الحزب          | ملاحظة |
| ------------------- | ----------- | -------------- | ------ |
| علاء سكر الدلفي     | 16,054      | ائتلاف النصر   |        |
| زياد طارق الجنابي   | 15,549      | تحالف تقدم     |        |
| أحمد جاسم الأسدي    | 10,720      | ائتلاف الفتح   |        |
| سعدة عادل الحسيناوي | 9,703       | الكتلة الصدرية | كوتة   |

| الفائز            | عدد الأصوات | الحزب               | ملاحظة |
| ----------------- | ----------- | ------------------- | ------ |
| حاكم عباس الزاملي | 23,269      | الكتلة الصدرية      |        |
| حسن كريم الكعبي   | 21,591      | الكتلة الصدرية      |        |
| موحان هاشم الأسدي | 10,798      | ائتلاف دولة القانون |        |
| مهى عادل الدوري   | 8,650       | الكتلة الصدرية      |        |

| الفائز               | عدد الأصوات | الحزب               | ملاحظة |
| -------------------- | ----------- | ------------------- | ------ |
| علي فضاله الفريداوي  | 18,138      | الكتلة الصدرية      |        |
| جبار رمضان البصيوري  | 17,527      | الكتلة الصدرية      |        |
| فراس حسين الفرطوسي   | 15,366      | الكتلة الصدرية      |        |
| حيدر محمد السلمان    | 11,277      | ائتلاف دولة القانون |        |
| أزهار عزاوي الفتلاوي | 6,493       | الكتلة الصدرية      |        |

| الفائز            | عدد الأصوات | الحزب               | ملاحظة |
| ----------------- | ----------- | ------------------- | ------ |
| قيس غميس الفرطوسي | 18,026      | الكتلة الصدرية      |        |
| باقر كاظم السعدي  | 14,182      | ائتلاف دولة القانون |        |
| حسين علي الكناني  | 13,548      | الكتلة الصدرية      |        |
| جنان جاسم الموسوي | 6,342       | الكتلة الصدرية      |        |

| الفائز                | عدد الأصوات | الحزب               | ملاحظة |
| --------------------- | ----------- | ------------------- | ------ |
| مهند جبار الخزرجي     | 9,029       | ائتلاف دولة القانون |        |
| سعيد عبيد الموسوي     | 8,390       | الكتلة الصدرية      |        |
| لبنى عبدالعزيز اللامي | 7,441       | الكتلة الصدرية      |        |
| محسن علي المندلاوي    | 5,385       | مستقل               |        |

| الفائز             | عدد الأصوات | الحزب                | ملاحظة |
| ------------------ | ----------- | -------------------- | ------ |
| عائشة غزال المساري | 7,074       | تحالف عزم العراق/عزم |        |
| علي حسين الساعدي   | 6,118       | الكتلة الصدرية       |        |
| محمد حسن القدري    | 5,032       | ائتلاف دولة القانون  |        |
| خالد متعب العبيدي  | 4,538       | تحالف عزم العراق/عزم |        |

| الفائز                 | عدد الأصوات | الحزب               | ملاحظة |
| ---------------------- | ----------- | ------------------- | ------ |
| صفاء عبد النبي التميمي | 8,969       | الكتلة الصدرية      |        |
| محمد سعدون السوداني    | 5,814       | ائتلاف دولة القانون |        |
| محمد شياع السوداني     | 5,333       | تيار الفراتين       |        |
| ابتسام جاسم التميمي    | 4,092       | الكتلة الصدرية      |        |

| الفائز                  | عدد الأصوات | الحزب               | ملاحظة |
| ----------------------- | ----------- | ------------------- | ------ |
| أحمد سليم الأحمدي       | 9,215       | ائتلاف دولة القانون |        |
| ثائر عبد الجليل الشويلي | 8,621       | مستقل               |        |
| مديحة حسن المكصوصي      | 2,462       | تحالف الفتح         | كوتة   |

| الفائز               | عدد الأصوات | الحزب               | ملاحظة |
| -------------------- | ----------- | ------------------- | ------ |
| عطوان سيد العطواني   | 16,979      | ائتلاف دولة القانون |        |
| ستار جبار العتابي    | 14,792      | الكتلة الصدرية      |        |
| جواد أحمد الموزاني   | 11,117      | الكتلة الصدرية      |        |
| إبتسام سويلم البديري | 7,603       | الكتلة الصدرية      |        |

| الفائز            | عدد الأصوات | الحزب                | ملاحظة |
| ----------------- | ----------- | -------------------- | ------ |
| حسام غازي السعدي  | 10,001      | الكتلة الصدرية       |        |
| محمد فاضل الدليمي | 8,996       | تحالف عزم العراق/عزم |        |
| شيماء عبد الدراجي | 3,273       | الكتلة الصدرية       | كوتة   |

| الفائز              | عدد الأصوات | الحزب               | ملاحظة |
| ------------------- | ----------- | ------------------- | ------ |
| عالية نصيف العبيدي  | 21,138      | ائتلاف دولة القانون |        |
| مهدي غضبان الخيكاني | 12,483      | الكتلة الصدرية      |        |
| تقي ناصر الفرج الله | 8,993       | اشراقة كانون        |        |
| حسين قاسم الخفاجي   | 8,403       | الكتلة الصدرية      |        |

| الفائز               | عدد الأصوات | الحزب                    | ملاحظة |
| -------------------- | ----------- | ------------------------ | ------ |
| غاندي محمد الكزنزاني | 7,234       | تحالف تقدم الوطني / تقدم |        |
| علي يوسف الموسوي     | 6,934       | ائتلاف دولة القانون      |        |
| علي حسن الساعدي      | 5,110       | مستقل                    |        |
| حسين سعيد الربيعي    | 4,231       | مستقل                    |        |
| شيماء جعفر العبيدي   | 3,798       | الكتلة الصدرية           | كوتة   |

| الفائز             | عدد الأصوات | الحزب                    | ملاحظة |
| ------------------ | ----------- | ------------------------ | ------ |
| محمود حسين القيسي  | 9,226       | تحالف عزم العراق/ عزم    |        |
| طلال خضير الزوبعي  | 7,470       | تحالف عزم العراق/ عزم    |        |
| كريم يوسف البوسوده | 6,814       | تحالف تقدم الوطني / تقدم |        |
| سناء عودة اللهيبي  | 4,915       | تحالف تقدم الوطني / تقدم | كوتة   |

| الفائز                   | عدد الأصوات | الحزب                   | ملاحظة |
| ------------------------ | ----------- | ----------------------- | ------ |
| وحدة محمود الجميلي       | 9,132       | تحالف تقدم الوطني/ تقدم |        |
| سردي نايف البومحي        | 8,254       | ائتلاف دولة القانون     |        |
| حيدر عبد الكريم الغضباوي | 7,997       | الكتلة الصدرية          |        |
| يحيى أحمد العيثاوي       | 5,822       | تحالف تقدم الوطني/ تقدم |        |
| عبدالكريم علي الجبوري    | 4,600       | تحالف تقدم الوطني/ تقدم |        |

| الفائز             | عدد الأصوات | الحزب          | ملاحظة |
| ------------------ | ----------- | -------------- | ------ |
| حيدر ماضي العامري  | 9,439       | الكتلة الصدرية |        |
| حسين هاشم العامري  | 4,678       | حركة حقوق      |        |
| سهيلة نجم السلطاني | 4,176       | تحالف الفتح    |        |

| الفائز                | عدد الأصوات | الحزب                   | ملاحظة |
| --------------------- | ----------- | ----------------------- | ------ |
| ليث مصطفى الدليمي     | 17,830      | تحالف تقدم الوطني/ تقدم |        |
| محمود داوود المشهداني | 9,841       | تحالف عزم العراق/عزم    |        |
| سارة لطيف الدليمي     | 4,076       | تحالف تقدم الوطني/ تقدم | كوتة   |

| الفائز             | عدد الأصوات | الحزب                   | ملاحظة |
| ------------------ | ----------- | ----------------------- | ------ |
| محمود خلف العبيدي  | 8,038       | تحالف عزم العراق/عزم    |        |
| سالم سوادي الغراوي | 6,467       | الكتلة الصدرية          |        |
| زيتون حسين الدليمي | 6,377       | تحالف تقدم الوطني/ تقدم |        |
| حامد أحمد الكرغولي | 6,285       | تحالف تقدم الوطني/ تقدم |        |

#### محافظة المثنى
| الفائز                  | عدد الأصوات | الحزب               | ملاحظة |
| ----------------------- | ----------- | ------------------- | ------ |
| عبدالعباس جاسم العبساوي | 11,856      | الكتلة الصدرية      |        |
| باسم خزعل خشان          | 11,755      | مستقل               |        |
| محمد راضي الزيادي       | 10,081      | ائتلاف دولة القانون |        |
| خديجة وادي الجابري      | 8,836       | ائتلاف دولة القانون |        |

| الفائز                | عدد الأصوات | الحزب                    | ملاحظة |
| --------------------- | ----------- | ------------------------ | ------ |
| محمد رسول الرميثي     | 12,774      | ائتلاف دولة القانون      |        |
| فالح ساري عبداشي عكاب | 9,529       | تحالف قوى الدولة الوطنية |        |
| منى ياسر المكوطر      | 5,809       | الكتلة الصدرية           | كوتة   |

## انظر ايضاً
انتخاب رئيس جمهورية العراق 2022